# Adieu le lycée
Adieu le lycée (Is It College Yet?) est un épisode spécial de 66 minutes de la série télévisée d'animation Daria, diffusé sur MTV le 21 janvier 2002 aux États-Unis. Chronologiquement, il se situe après la saison 5 et clôt la série.

## Résumé
Pour Daria, Jane et les autres élèves de leur promotion, c'est l'heure des admissions à l'université. 
Pendant que Daria hésite entre Raft et Bromnwell, deux universités prestigieuses, et que Jodie souhaite intégrer un campus afro-américain contre l'avis de sa famille, Jane craint de ne pas être suffisamment talentueuse pour être admise aux Beaux-Arts de Boston.  
Quinn, de son côté, fait sa première expérience professionnelle en tant qu'hôtesse dans un restaurant.   

## Fiche technique
- Réalisation : Karen Disher
- Scénario : Glenn Eichler et Peggy Nicoll
- Générique de début : College Try (Gives me Blisters) par Splendora
- Générique de fin : Drive de Incubus et Time to Go de Supergrass

## Vidéo
Il n'existe pas d'édition française et/ou proposant la version française sur support vidéo.
Is It College Yet? existe en deux éditions DVD zone 1 en version originale. La première est sortie en août 2002, composée d'un seul disque, le film est accompagné de deux épisodes de la saison 5 (Piqués de grève et C'est mon choix !). 
L'épisode a été réédité en mai 2010 dans le coffret proposant l'intégrale de la série.